# Björn Andrae
Björn Andrae (Berlino, 14 maggio 1981) è un pallavolista e giocatore di beach volley tedesco, schiacciatore del Dürener.

## Palmarès

### Premi individuali
- 2004 - Pallavolista maschile tedesco dell'anno
- 2005 - Pallavolista maschile tedesco dell'anno
- 2006 - Pallavolista maschile tedesco dell'anno
- 2021 - Pallavolista maschile tedesco dell'anno